# Richard Seymour (escritor)
Richard Seymour (nacido en 1977) es un escritor y conferenciante marxista norirlandés, activista y autor del blog Lenin's Tomb (la tumba de Lenin). Es autor de libros como The Meaning of David Cameron (2010), Unhitched (2013), Against Austerity (2014), Corbyn: The Strange Rebirth of Radical Politics (2016) y The Twittering Machine (2019). Seymour nació en Ballymena, Irlanda del Norte, en el seno de una familia protestante, y actualmente vive en Londres. Exmiembro del Partido Socialista de los Trabajadores (SWP, Socialist Workers Party), dejó la organización en marzo de 2013. Completó su doctorado en sociología en la London School of Economics bajo la supervisión de Paul Gilroy. En el pasado ha escrito para publicaciones como The Guardian y Jacobin.

## Analista

### El blogLenin's Tomby su colaboración en otros medios
El blog Lenin's Tomb comenzó su andadura en junio de 2003 y fue incluido como el 21° blog más popular en el Reino Unido en 2005. Aunque dirigido por Seymour, en su portada aparece a menudo la firma de otros colaboradores, incluyendo, ocasionalmente, al escritor de fantasía China Miéville. Ha sido citado por la BBC, The Guardian, Private Eye y la revista Slate. Seymour escribe sobre "cuestiones como el imperialismo, el sionismo, la islamofobia y el anticapitalismo, además de cubrir huelgas y protestas con material audiovisual, imágenes y reportajes".
En enero de 2013 Seymour centró su blog en la crisis desatada en el SWP como consecuencia de las acusaciones de violación cometidas por un (ahora ex) miembro del comité central del partido, incluyendo en él textos de militantes del partido críticos con la dirección de este. El 11 de marzo de este mismo año anunció su abandono del WSP, momento en el que comenzó a utilizar su blog para relatar de forma más detallada la crisis del partido en el que había militado hasta entonces.
Además de artículos en The Guardian, Seymour ha escrito para la London Review of Books, ABC Australia, Al Jazeera, In These Times y otras publicaciones en lengua inglesa. Desde septiembre de 2014 participa de forma regular en una sección del programa de TeleSur English llamada The World Today with Tariq Ali.

## Obra en inglés
- 2008 The Liberal Defence of Murder, Verso Books.[20]
- 2008 "The Genocidal Imagination of Christopher Hitchens", en Christopher Hitchens and His Critics: Terror, Iraq and the Left, New York University Press.[21]
- 2009 "John Spargo and American Socialism", en Historical Materialism, 17: 2, 2009, pp. 272–285(14).[22]
- 2010 "The War on Terror as Political Violence", en Marie Breen Smyth, ed., The Ashgate Research Companion to Political Violence, 2010[23]
- 2010 The Meaning of David Cameron, Zero Books, 2010
- 2011 American Insurgents: A Short History of American Anti-Imperialism, Haymarket Books.[24]
- 2012 Unhitched: The Trial of Christopher Hitchens, Verso Books.[25]
- 2014 Against Austerity, Pluto Press, London
- 2014 "Race and the Cold War", en Alexander Anievas, Nivi Manchanda, Robbie Shilliam, eds., Race and Racism in International Relations: Confronting the Global Colour Line, 2014[26]
- 2016 Corbyn: The Strange Rebirth of Radical Politics, Verso Books, 2016
- 2019 The Twittering Machine, The Indigo Press
- 2022 The Disenchanted Earth: Reflections on Ecosocialism & Barbarism, The Indigo Press

## Obra traducida al español
- The Twittering Machine (La máquina de trinar), Ed. Akal, 2020[27]